# Micrurus diutius
Micrurus diutius (тринідадський стрічковий кораловий аспід) — вид отруйних змій родини аспідових (Elapidae). Мешкає в Південній Америці.

## Поширення і екологія
Тринідадські стрічкові коралові аспіди мешкають на сході Венесуели, в Гаяні і Бразилії (Рорайма, Амапа, Амазонас, Пара), а також на острові Тринідад. Вони живуть в тропічних лісах.